# Guillermo III de Dampierre
Guillermo III (1224-6 de junio de 1251) fue señor de Dampierre desde 1231 y conde de Flandes desde 1247 hasta su muerte. Era hijo de Guillermo II de Dampierre y de Margarita II de Flandes.
Margarita heredó Flandes y Henao en 1244 e inmediatamente estalló la guerra de Sucesión de Flandes y Henao entre Guillermo y sus hermanos, los pretendientes Dampierre, y los hijos del primer matrimonio de Margarita con Bouchard de Avesnes. Margarita favoreció a Guillermo y lo declaró su heredero. En 1246, Luis IX de Francia intervino para arbitrar el conflicto y declaró que Flandes era de Guillermo y Henao de Juan I de Avesnes. Margarita invistió oficialmente a Guillermo como conde en 1247.
En noviembre de ese año, Guillermo se casó con Beatriz de Brabante, hija del duque Enrique II de Brabante y María de Suabia. No tuvieron hijos. Mientras tanto, la lucha continuó sobre Namur entre los Dampierre y los Avesne. El 19 de mayo de 1250, se firmó la paz. El 6 de junio del año siguiente, Guillermo fue asesinado en un torneo en Trazegnies por un grupo de caballeros financiado por Avesnes. De nuevo hubo guerra con Guido, el hermano menor de Guillermo, que asumió la pretensión sobre Flandes y Dampierre.